# Братья Шумовы
Братья Шумовы — братья, участники Великой Отечественной войны в составе одного миномётного расчёта.

## Биография
Шесть братьев Шумовых родились в Танну-Урянхае:
- четверо братьев — Иван (1905—1944), Лука (1909—1972[1]), Авксентий (1912—1980[1]) и Семён (1908—1944) — родные братья (сыновья Никиты Фадеевича);
- двое братьев — Александр Терентьевич (1913—2015[2]) и Василий Егорович (1914—1944) — двоюродные братья (племянники Никиты Фадеевича).

Выросли в семьях православных русских крестьян, в годы Первой мировой войны переселившихся в Урянхайский край с Алтая и обосновавшихся в селе Медведевка. На войну ушли добровольцами из Каа-Хемского кожууна в январе 1942 года.
Служили в одном расчёте 120-мм миномёта, 3-й батареи отдельного миномётного дивизиона 11-й стрелковой дивизии. Командиром расчёта был Александр, наводчиком — Лука, заряжающим — Василий, другими номерами — Иван, Авксентий и Семён.
Участвовали в обороне Ленинграда. В 1943 году получили на вооружение 120-мм миномёт нового образца.
Из шести братьев Шумовых трое погибли на фронте — 28 июля 1944 года под Нарвой у эстонского хутора Апсаре Семён и Василий, предположительно от разрыва бракованной мины в стволе миномёта; 2 декабря 1944 года в Латвии — Иван, когда вступил в бой с разведкой противника.
Вернулись в родную Туву три брата — Александр, Лука и Авксентий. Лука Шумов, работал после возвращения в колхозе; Авксентий Шумов — плотником.
Командир миномётного расчёта братьев Шумовых, Александр, после ранения на фронте возвратился к своей мирной профессии и долгое время работал в типографии города Кызыла. 15 декабря 2013 года он отметил свой 100-й день рождения. 9 мая 2012 года он был удостоен Диплома «Общественное признание». Умер 27 января 2015 года в Кызыле в возрасте 101 года.

## Награды
- 7 апреля 1943 года за оборону Ленинграда минометчиков братьев Шумовых командование наградило правительственными наградами: старший сержант Александр Шумов — орденом Отечественной войны II степени, красноармейцы Шумов Авксентий Никитович и Шумов Иван Никитович, ефрейторы Шумов Василий Егорович и Шумов Лука Никитович — получили ордена Красной Звезды.

Лука Шумов, награждён в 1945 году орденом Славы III степени,
- Иван Никитович Шумов — медаль «За отвагу» (1942)[6], орден Красной Звезды (1943)[7];
- Лука Никитович Шумов — медаль «За отвагу» (1942)[8], орден Красной Звезды (1943, 1944)[9][10], медаль «За оборону Ленинграда», орден Славы III степени (1945)[11];
- Авксентий Никитович Шумов — медаль «За отвагу» (1942)[12], орден Красной Звезды (1943)[13];
- Семён Никитович Шумов — медаль «За отвагу» (1944)[14];
- Александр Терентьевич Шумов — медаль «За отвагу» (1942)[15], ордена Отечественной войны I и II степени (1943, 1985)[16][17];
- Василий Егорович Шумов — медаль «За отвагу» (1942)[18], орден Красной Звезды (1943)[19].

## Память
- Первый миномет братьев Шумовых за № 1099 образца 1938 года хранится в Военно-историческом артиллерийском музее Санкт-Петербурга[20].
- Братьям Шумовым посвящена поэма А. А. Прокофьева «Россия»
- В Республике Тыва в память о братьях Шумовых названа улицы в честь них пгт. Каа-Хем, в Самагалтае.
- В столице Республики Тыва появится памятник героям республики — братьям Шумовым, благодаря поддержке Российского военно-исторического общества. Этот вопрос обсудили глава региона Владислав Ховалыг и заместитель председателя общества Николай Овсиенко .￼￼